# GIVE ME FIVE!
《GIVE ME FIVE!》是AKB48的第25张单曲，於2012年2月15日發行。

## 简介
「GIVE ME FIVE!」在英文中意指「擊掌」。
距离前作《崇尚麻里子》发售大约2个月。單曲分為Type-A、Type-B和剧场盘，共三個版本。
A面曲《GIVE ME FIVE!》是AKB48的第5首「櫻花歌曲」，以畢業為主題。
AKB48在2006年2月的《櫻花的花瓣們》獨立製作出道後，2008年2月的《櫻花的花瓣們2008》（同曲的不同版本）、2009年3月的《10年櫻》、2010年2月的《櫻花印記》、2011年2月的《變成櫻花樹》，都是慣例每年同一時期發售的「櫻花歌曲」。
雖然都是畢業時節的勵志校園歌曲，但《GIVE ME FIVE!》與其他「櫻花歌曲」不同，歌名中並沒有「櫻」字，只在歌詞中提及櫻花與畢業等關鍵字。
《GIVE ME FIVE!》的音樂影片（PV）由電視劇系列《來自北國》的導演杉田成道執導，在2010年11月中旬於埼玉縣一所高校中拍攝。MV內容以高校為背景，時間長達34分鐘。主角由AKB48成員前田敦子、大島優子、柏木由紀和高橋南擔任，分別飾演四個各自有不同煩惱的夜校學生。此外，陣內孝則亦有參與演出，飾演主角的班主任，建議主角們與學校的其他同學們組成輕音樂樂隊「Baby Blossom」。

## 主要紀錄
發售前一天（總計首日）的2012年2月14日Oricon單曲排行榜記錄估計有約96.7万張，獲得初登場第1位的紀錄。總計首日Oricon公信榜的估計發售數量是繼《風正在吹》（2011年10月25日，約104.6万張）、《飛翔入手》（2011年8月23日，約102.6万張）後歷來第3位的紀錄。翌日2月15日同一排行榜獲得約12.1万張的紀錄，總計第2日估計發售量合共超過100万張。
單曲後於2012年2月27日Oricon週榜單曲排行榜初登場獲得第1位。AKB48獲得第1位的單曲數目刷新至12張，更新了女子團體維持2年9個月總共獲得第1位的紀錄（在這之前的最高紀錄是早安少女組。的11張）。

## 參與成員
以下為截至發售日為止的團隊情況。

### GIVE ME FIVE!
（單曲選拔成員）
- Team A：小嶋陽菜、指原莉乃、篠田麻里子、高城亞樹、高橋南、前田敦子
- Team K：板野友美、大島優子、峯岸南、宮澤佐江、橫山由依
- Team B：河西智美、柏木由紀、北原里英、渡邊麻友
- Team S：松井珠理奈、松井玲奈
- Team N：山本彩
繼前作《崇尚麻里子》繼續進入選拔的只有小嶋陽菜、篠田麻里子、峯岸南、河西智美和北原里英。選拔成員與前前作《風正在吹》相同。

### 甜蜜&苦澀
以「Selection6」（セレクション6）名義演唱
- Team A：指原莉乃、篠田麻里子、高橋南、前田敦子
- Team K：板野友美、大島優子

### NEW SHIP
「Special Girls A」名義
- Team B：佐藤堇
- Team 4：市川美織、入山杏奈、島崎遥香、山内鈴蘭
- AKB研究生：岩田華怜、加藤玲奈、川栄李奈、高橋朱里、田野優花
- Team S：松井珠理奈、木崎由里亞
- Team E：木本花音
- Team N：渡邊美優紀
- HKT48：兒玉遥
- JKT48：Melody Nurramdhani Laksani
HKT48的兒玉遥和JKT48的Melody都是其組合中首次參加AKB48單曲的成員。

### 牧羊人之旅
「Special Girls B」名義
- Team A：岩佐美咲、多田愛佳、片山陽加、倉持明日香、小嶋陽菜、高城亞樹
- Team K：秋元才加、梅田彩佳、菊地綾香、藤江麗奈、松井咲子、峯岸南、宮澤佐江、横山由依
- Team B：河西智美、柏木由紀、北原里英、佐藤亞美菜、增田有華、渡邊麻友
- Team 4：島田晴香、永尾まりや
- Team S：松井玲奈
- Team KII：高柳明音

### 如果是榮格或佛洛伊德
「Special Girls C」名義
- Team A：大家志津香、仲川遥香、中田千智、仲谷明香、前田亚美、松原夏海
- Team K：内田真由美、田名部生来、中塚智实、仁藤萌乃、野中美乡、米澤瑠美[註 2]
- Team B：石田晴香、小林香菜、小森美果、佐藤夏希、鈴木紫帆里、鈴木瑪莉亞、近野莉菜、平嶋夏海[註 2]、宫崎美穗
- Team 4：阿部マリア、竹内美宥、仲俣汐里、中村麻里子
- 研究生：伊豆田莉奈、大森美優、小嶋菜月、小林茉里奈、薩伊德橫田繪玲奈（サイード横田絵玲奈）、佐佐木優佳里、鈴木里香、名取稚菜、平田梨奈、藤田奈那、武藤十夢、森川彩香

## 收錄內容

### Type-A
- 封面照（外）：指原莉乃、篠田麻里子、前田敦子、柏木由紀、渡邊麻友
- 封面照（內）：高橋南、大島優子、峯岸南、松井珠理奈

| CD       | CD                                | CD       | CD       | CD             | CD    |
| 曲序     | 曲目                              |          | 作曲     | 編曲           | 时长  |
| -------- | --------------------------------- | -------- | -------- | -------------- | ----- |
| 1.       | 《GIVE ME FIVE!》                 | 秋元康   | 笹渕大介 | 野中“まさ”雄一 | 4:58  |
| 2.       | 《甜蜜&苦澀》（スイート&ビター）                 | 秋元康   | 柴田尚   | 武藤星兒       | 4:13  |
| 3.       | 《NEW SHIP》                      | 秋元康   | 平隆介   | 野中“まさ”雄一 | 4:46  |
| 4.       | 《GIVE ME FIVE!》（純樂器演奏版） | 秋元康   | 笹渕大介 | 野中“まさ”雄一 | 4:58  |
| 5.       | 《甜蜜&苦澀》（純樂器演奏版）     | 秋元康   | 柴田尚   | 武藤星兒       | 4:13  |
| 6.       | 《NEW SHIP》（純樂器演奏版）      | 秋元康   | 平隆介   | 野中“まさ”雄一 | 4:46  |
| 总时长： | 总时长：                          | 总时长： | 总时长： | 总时长：       | 27:54 |

| DVD  | DVD                             |
| 曲序 | 曲目                            |
| ---- | ------------------------------- |
| 1.   | 《GIVE ME FIVE!》Music Video    |
| 2.   | 《甜蜜&苦澀》Music Video        |
| 3.   | 《NEW SHIP》Music Video         |
| 4.   | Making of 《GIVE ME FIVE!》前編 |
| 5.   | 美麗MIX講座                     |

特典
- （數量限定盤）全国握手会活動参加券隨機1種（共2種）
- （通常盤）生写真隨機1種（共18種）

### Type-B
- 封面照（外）：小嶋陽菜、高橋南、板野友美、大島優子、松井玲奈
- 封面照（內）：篠田麻里子、前田敦子、横山由依、柏木由紀

| CD       | CD                                | CD       | CD       | CD             | CD    |
| 曲序     | 曲目                              |          | 作曲     | 編曲           | 时长  |
| -------- | --------------------------------- | -------- | -------- | -------------- | ----- |
| 1.       | 《GIVE ME FIVE!》                 | 秋元康   | 笹渕大介 | 野中“まさ”雄一 | 4:58  |
| 2.       | 《甜蜜&苦澀》                     | 秋元康   | 柴田尚   | 武藤星兒       | 4:13  |
| 3.       | 《牧羊人之旅》（羊飼いの旅）                | 秋元康   | YUMA     | YUMA           | 5:15  |
| 4.       | 《GIVE ME FIVE!》（純樂器演奏版） | 秋元康   | 笹渕大介 | 野中“まさ”雄一 | 4:58  |
| 5.       | 《甜與苦》（純樂器演奏版）        | 秋元康   | 柴田尚   | 武藤星兒       | 4:13  |
| 6.       | 《牧羊人之旅》（純樂器演奏版）    | 秋元康   | YUMA     | YUMA           | 5:15  |
| 总时长： | 总时长：                          | 总时长： | 总时长： | 总时长：       | 28:50 |

| DVD  | DVD                             |
| 曲序 | 曲目                            |
| ---- | ------------------------------- |
| 1.   | 《GIVE ME FIVE!》Music Video    |
| 2.   | 《甜蜜&苦澀》Music Video        |
| 3.   | 《牧羊人之旅》Music Video       |
| 4.   | Making of 《GIVE ME FIVE!》後編 |
| 5.   | 美麗overture&安可講座           |

特典
- （數量限定盤）全国握手会活動参加券隨機1種（共2種）
- （通常盤）生写真隨機1種（共18種）

### 劇場盤
- 封面照（外）：高橋南、前田敦子、大島優子、峯岸南、横山由依、柏木由紀、松井珠理奈
- 封面照（內）：小嶋陽菜、指原莉乃、板野友美、渡邊麻友、松井玲奈

| CD       | CD                                       | CD       | CD       | CD             | CD    |
| 曲序     | 曲目                                     |          | 作曲     | 編曲           | 时长  |
| -------- | ---------------------------------------- | -------- | -------- | -------------- | ----- |
| 1.       | 《GIVE ME FIVE!》                        | 秋元康   | 笹渕大介 | 野中“まさ”雄一 | 4:58  |
| 2.       | 《甜蜜&苦澀》                            | 秋元康   | 柴田尚   | 武藤星兒       | 4:13  |
| 3.       | 《榮格和佛洛伊德的情況》（ユングやフロイトの場合）             | 秋元康   | 酒井康男 | 野中“まさ”雄一 | 4:31  |
| 4.       | 《GIVE ME FIVE!》（純樂器演奏版）        | 秋元康   | 笹渕大介 | 野中“まさ”雄一 | 4:58  |
| 5.       | 《甜與苦》（純樂器演奏版）               | 秋元康   | 柴田尚   | 武藤星兒       | 4:13  |
| 6.       | 《榮格和佛洛伊德的情況》（純樂器演奏版） | 秋元康   | 酒井康男 | 野中“まさ”雄一 | 4:31  |
| 总时长： | 总时长：                                 | 总时长： | 总时长： | 总时长：       | 26:44 |

特典
- 劇場盤發售記念大握手会参加券
- 各成員個別生寫真1張

- KIZM-143・144（通常盘A）
- KIZM-145・146（通常盘B）
- KIZM-90143・90144（数量限定生産盤A）
- KIZM-90145・90146（数量限定生産盤B）
- NMAX-1123（剧场盘）

## Baby Blossom
「Baby Blossom」是為了演奏A面曲《GIVE ME FIVE!》，由選拔成員組成的樂隊。
若負責特定樂器的正式成員由於工作等原因不在，會由其他成員代替。有時候是由選拔以外的成員代替，有時甚至會由專業樂手協力。
負責樂器
- 主奏吉他：高橋南
- 節奏吉他：前田敦子
- 貝斯：大島優子
- 爵士鼓：柏木由紀
- 電子琴：渡邊麻友
- 合成器：小嶋陽菜
- 站立鼓：松井珠理奈
- 鈴鼓：篠田麻里子
- 沙槌：板野友美
- 小號：横山由依、松井玲奈
- 長號：指原莉乃、峯岸南
- 和聲：高城亞樹、宮澤佐江、河西智美、北原里英、山本彩

## 音樂合作
| 曲名          | 音樂合作 |
| ------------- | --- |
| GIVE ME FIVE! | Apamanshop廣告歌曲 NTTdocomo「応援学割『6年前の私〈応援〉』篇」廣告歌曲 治山商事「フレッシャーズキャンペーン『2012フレッシャーズ編』」廣告歌曲 |
| 甜蜜&苦澀     | 7&I「バレンタインフェア」廣告歌曲 |
| NEW SHIP      | 家庭教師Try「家庭教師Try×AKB48」新年度生募集2012篇 廣告歌曲 内閣府「あなたもゲートキーパー宣言!」廣告歌曲                                      |

## 腳註
1. ↑  音樂下載單曲《Baby! Baby! Baby!》計算在內時的主要單曲總數。若將獨立製作時期的單曲計算在內，則為第27張。
2. 1 2  在發售前的2012年2月5日，其有關AKB48的活動已經終止。
3. ↑  在2012年3月21日於富士電視台現場直播的音樂特別節目《隧道二人組的現場直播！全部看得到的音樂節目！！〜有活力地演唱名曲吧〜》（とんねるずが生放送!音楽番組全部見せます!!〜名曲で元気になろう〜）中，由於有多位主力成員缺席，而由多位替補隊員上陣。但由於負責貝斯的大島優子與負責長號的指原莉乃無法出演又無人有能力演奏，因此現場是由專業樂手後藤次利（貝斯）與武田真治（薩克斯風）同台演出。
4. ↑  此廣告是由小嶋陽菜、指原莉乃、篠田麻里子、高橋南、前田敦子、峯岸南、橫山由依和渡邊麻友出演。